# Brigitte Schubert-Riese

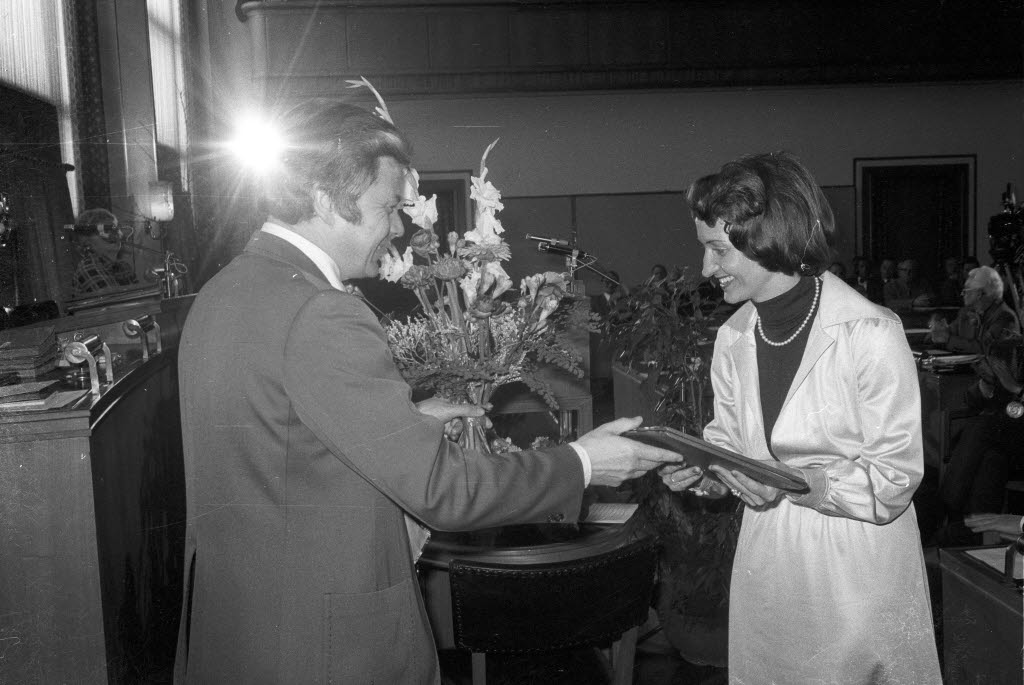
Verleihung des Wissenschaftspreises der Stadt Kiel 1975

Brigitte Schubert-Riese (* 6. April 1942 in Kiel; † 19. Januar 2019 in Kiel) war eine deutsche Germanistin, Historikerin und Journalistin.

## Leben und Wirken
Brigitte Schubert-Riese legte 1961 ihre Reifeprüfung an der Käthe-Kollwitz-Schule in Kiel ab. Anschließend studierte sie Germanistik und Geschichte an der Christian-Albrechts-Universität zu Kiel und absolvierte 1967 dort das Staatsexamen für den höheren Schuldienst. Im Jahre 1974 promovierte sie in Kiel bei dem Germanisten und Goetheforscher Erich Trunz. Beruflich arbeitete Schubert-Riese über viele Jahre als Journalistin beim Norddeutschen Rundfunk. Zuletzt leitete sie die Redaktion „Kultur und Wissenschaft“ im Landesfunkhaus Schleswig-Holstein des NDR.
In ihren Veröffentlichungen beschäftigte sich Brigitte Schubert-Riese vor allem mit der Kulturgeschichte Schleswig-Holsteins und der Landeshauptstadt Kiel. Die Gesellschaft für Kieler Stadtgeschichte ernannte sie zum Ehrenmitglied.

## Veröffentlichungen (Auswahl)
- Das literarische Leben in Eutin im 18. Jahrhundert (= Kieler Studien zur deutschen Literaturgeschichte, Bd. 11). Wachholtz, Neumünster 1975, ISBN 3-529-03111-9 (= Dissertation Universität Kiel).
- Leben in Kiel. Mielck, Kiel 1983.
- Lotte Hegewisch, Lilli Martius, Gertrud Völcker. Drei Frauenbilder aus der Kieler Stadtgeschichte. In: Mitteilungen der Gesellschaft für Kieler Stadtgeschichte, Bd. 73 (1987), H. 1/2, S. 1–18.
- (Hrsg., mit Jürgen Jensen): Beiträge zur Kultur. Vierzig Jahre Landeskulturverband Schleswig-Holstein. Wachholtz, Neumünster 1988, ISBN 3-529-06356-8.
- Die Kultur nicht zu Markte tragen. Rahmenbedingungen und Desiderate eines kulturpolitischen Konzeptes. In: Hans-Hermann Wiebe (Hrsg.): Die Zukunft Schleswig-Holsteins (= Zeitkritische Beiträge der Evangelischen Akademie Nordelbien, Bd. 3). Wäser, Bad Segeberg 1990, S. 349–355, ISBN 3-87883-043-2.
- Das Kulturprofil von Schleswig-Holstein. In: Rüdiger Wenzel (Hrsg.): Schleswig-Holstein. Eine politische Landeskunde (= Gegenwartsfragen, Bd. 68). Landeszentrale für Politische Bildung Schleswig-Holstein, Kiel 1992, S. 141–153, ISBN 3-88312-043-X.
- Notizen aus der Universität. Von den Anfängen der Christiana Albertina. In: Kiel-Journal. Das Magazin zum Stadtjubiläum. 750 Jahre Geschichte, Politik, Gesellschaft. Stampe/Kiel 1992, S. 128–140.
- Klaus Groth und die Musik. In: Jahresgabe der Klaus-Groth-Gesellschaft, Bd. 37 (1995), S. 27–60.
- "... die Autorität, die am ersten gefragt werden muß!" Musikerhandschriften als Zeugnisse der geistigen Landschaft. In: Klaus Maurice (Hrsg.): Sternstunden. Kunstwerke aus zwei Jahrtausenden erworben mit Mitteln der Kulturstiftung der Länder 1988–1998. Berlin 1998, S. 177–191, ISBN 3-929110-04-0.
- Schwichtenbergs drahtige Botschaften. Walter G. Mühlau, Kiel 2000, ISBN 3-87559-085-6.
- Kiel und die Kultur. Wieviel Kultur braucht die Landeshauptstadt? (= Mitteilungen der Gesellschaft für Kieler Stadtgeschichte, Sonderheft). Kiel 2001.
- Schleswig-Holstein. Wachholtz, Neumünster 2006, ISBN 3-529-05333-3.
- Eutin – Künstlerheimat für Carl Maria von Weber. In: Jahrbuch für Heimatkunde, Eutin, Bd. 42 (2008), S. 112–122.